# Плотников, Фёдор Васильевич
Фёдор Васи́льевич Плотников (1904—1972) — Гвардии лейтенант Советской Армии, участник Великой Отечественной войн, Герой Советского Союза (1943).

## Биография
Фёдор Плотников родился 4 октября 1904 года в селе Кевдо-Мельситово (ныне — Каменский район Пензенской области). После окончания начальной школы работал на металлургическом комбинате. В 1926—1928 годах проходил службу в Рабоче-крестьянской Красной Армии. Демобилизовавшись, работал в органах внутренних дел, затем руководил районной школой полеводов. С 1939 года проживал в Горьком, работал на Горьковском автомобильном заводе. В октябре 1942 года Плотников повторно был призван в армию. С августа 1943 года — на фронтах Великой Отечественной войны, воевал орудийным номером 130-го гвардейского артиллерийского полка 58-й гвардейской стрелковой дивизии 57-й армии Степного фронта. Отличился во время битвы за Днепр.
В сентябре 1943 года расчёт Плотникова участвовал в боях на подступах к Верхнеднепровску, отразив 7 немецких контратак. В разгар боя, несмотря на ранение, Плотников в одиночку вёл огонь из двух орудий, чьи расчёты полностью выбыли из строя, уничтожив 3 танка противника. Когда кончились снаряды, Плотников продолжал сражаться стрелковым оружием и гранатами, продержавшись до подхода подкреплений.
Указом Президиума Верховного Совета СССР от 20 декабря 1943 года за «образцовое выполнение боевых заданий командования на фронте борьбы с немецкими захватчиками и проявленные при этом мужество и героизм» гвардии красноармеец Фёдор Плотников был удостоен высокого звания Героя Советского Союза с вручением ордена Ленина и медали «Золотая Звезда» за номером 3172.
В 1943 году Плотников ускоренным курсом окончил военное училище, в 1944 году — курсы парторгов и комсоргов. В апреле 1946 года в звании лейтенанта он был уволен в запас. Проживал и работал сначала в городе Лысково, затем в Горьком. Скончался 11 июля 1972 года, похоронен на Старом Автозаводском кладбище Нижнего Новгорода.
Был также награждён рядом медалей.

## Память
- В честь Фёдора Васильевича Плотникова названа улица в Нижнем Новгороде.
- В Каменке герою установлен бюст [1].
- Мемориальная доска герою установлена на мемориальном комплексе славы в городе Златоуст Челябинской области.

Мемориальная доска в городе Златоуст Челябинской области